# 京路山
京路山（きょうろさん、きょうろうざん）は、三重県志摩半島にある山。伊勢市・志摩市・度会郡南伊勢町の3市町の境界を成し、リアス式海岸の的矢湾・英虞湾・五ヶ所湾の3つの湾を同時に眺望できる唯一の地点である。伊勢神宮の宮域林（神宮林）に接しており、稜線以北への立ち入りは神宮司庁の許可が必要である。
標高414.8メートルの京路山は志摩市の最高峰である。付近には志摩市磯部町山原の奥山や志摩路トンネルのある逢坂山などの山々が連なり、かつては伊勢国と志摩国の境を成していた。別名は鏡領山。

## 動植物
マツカゼソウ、ヒメシャラ、ヤブツバキなどの植物やヒョウモンチョウ、アオスジアゲハ、サワガニ、ヤマビルなどの動物が見られる。特にヤマビルは生息個体数が多いため、活動期には注意を要する。

## 登山
登山道は志摩市磯部町築地から山頂に伸びており、築地集落から徒歩約1時間で山頂に達する。このほか、剣峠（つるぎとうげ）から尾根伝いに山頂に至る徒歩約40分の登山道もある。
磯部町築地からの登山道は登山口から約2.1キロメートルあり、登山口から約700メートルくらいまでは急傾斜が続き、ロープが張られている。築地地区では、山を整備し眺望を確保している。夜明け前から朝日が昇る頃にかけて富士山を望めることがある。案内看板も設置されているが、一部破損しているものがある。登山道の入り口には8台分の駐車場がある。
山麓の磯部町築地地区では毎年1月2日に「京路山登山行事」を開催している。登山行事は幼稚園児から高齢者まで約50人が集団で登山を行い、下山後は地域住民が用意した料理を楽しむ。志摩市長の大口秀和も2007年（平成19年）以降、登山行事に参加している。